# Parnas (Raffael)
Parnas (tal. Parnaso) je název fresky namalované v letech 1509 – 1511 italským renesančním umělcem Raffaelem Santim.
Freska vznikla jako součást výmalby místnosti zvané Stanza della Signatura v Apoštolském paláci ve Vatikánu, kterou umělce pověřil papež Julius II.

## Námět a ikonografie
Dílo svým námětem vychází ze starořecké mytologie, podle níž bývalo pohoří Parnas domovem boha Apollóna a múz.
Řecký Parnas byl tak jako Vatikánský pahorek, kde se v antických dobách nacházela Apollonova svatyně, zasvěcený umění. Toto spojení antiky a současnosti bylo zdůrazněno oknem v místnosti, zakomponovaným do fresky, kterým se otevírá pohled na Belvederské nádvoří s antickými sochami.
Podle starořecké filozofie existovaly tři hlavní kategorie lidského ducha: Pravda, Dobro a Krása. Jejich výtvarným ztvárněním na stěnách v této místnosti Raffael zanechal trvalý odkaz svého uměleckého mistrovství.
Zatímco fresky Athénská škola a Disputace o Svátosti oltářní představují Pravdu racionální a Pravdu nadpřirozenou, Ctnosti jsou vyjádřením Dobra, zobrazení Krásy představuje malba Parnas. Raffael si zvolil obraz muzicirujícího Apollóna na vrchu porostlém vavřínovými stromy, v obklopení múz a slavných antických i současných básníků.
Každá z postav je identifikovatelná. Ze známějších osobností zde nacházíme v levé části slepého básníka Homéra, recitující ze svých básní, po bocích kterého stojí Dante Alighieri (vlevo) a Vergilius (vpravo). Vlevo dole se o rám okna opírá Sapfó dívaje se na čtveřici mužů stojících při vavřínovém stromu – zleva je to Alkaios, pak Corinna, Petrarca a Anakreón. V pravém dolním rohu diskutuje trojice mužů: sedící Horatius, nad kterým stojí Ovidius (vlevo) a Sannazzaro.

## Odkaz díla
V ztvárnění starověkých a současných básníků spolu s mytologickými Múzami tkví ideologické poselství díla, kterým bylo poukázání na inspirující odkaz antického světa pro současnost. Kromě toho freska vyznívala jako chvalozpěv na papeže Julia II., velkého podporovatele umění, který v očích renesančních umělců byl oslavován jako nový Apollón a jeho éra jako nový zlatý věk poezie a umění vůbec.

## Galerie postav

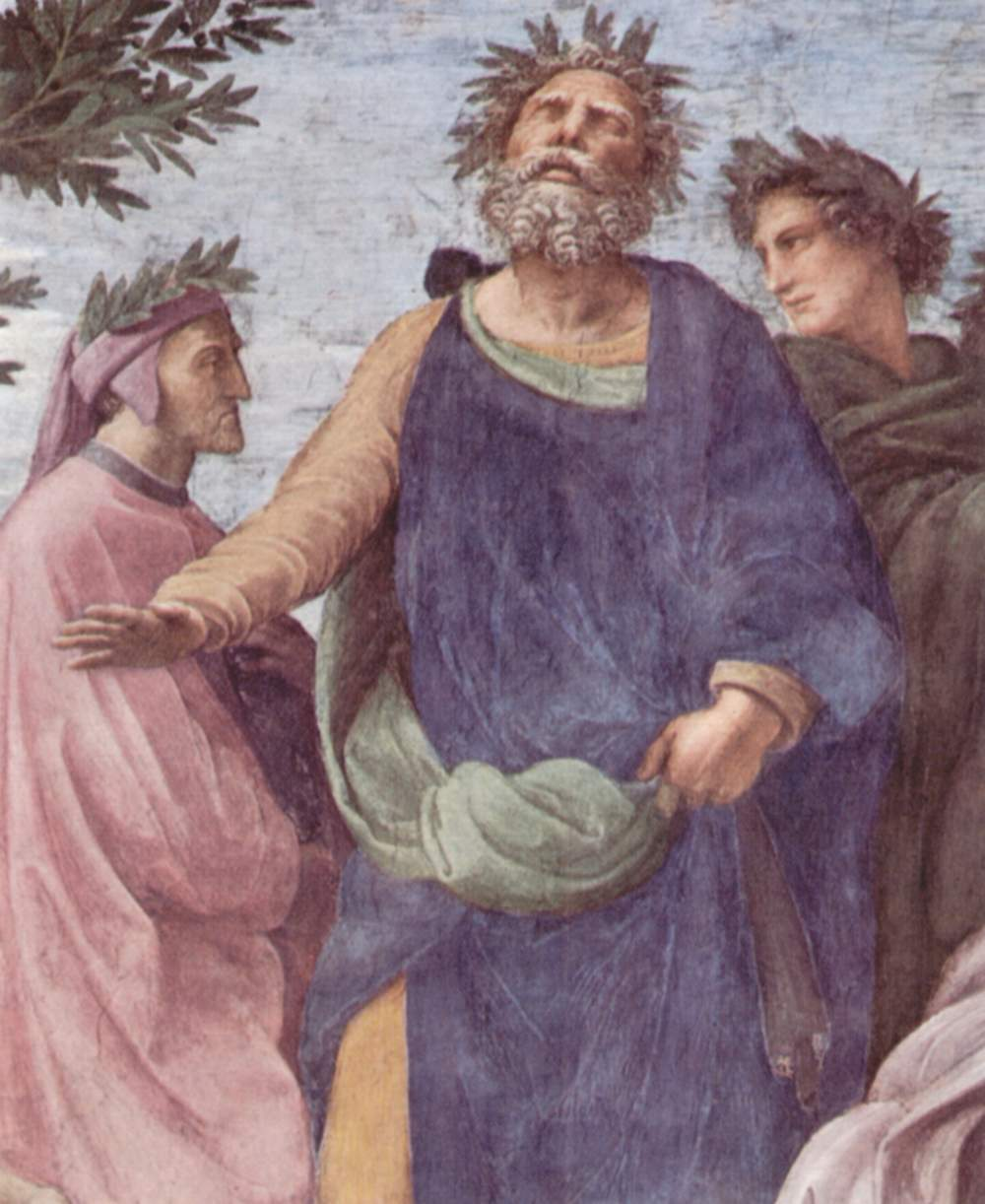
Dante Alighieri, Homér a Vergílius
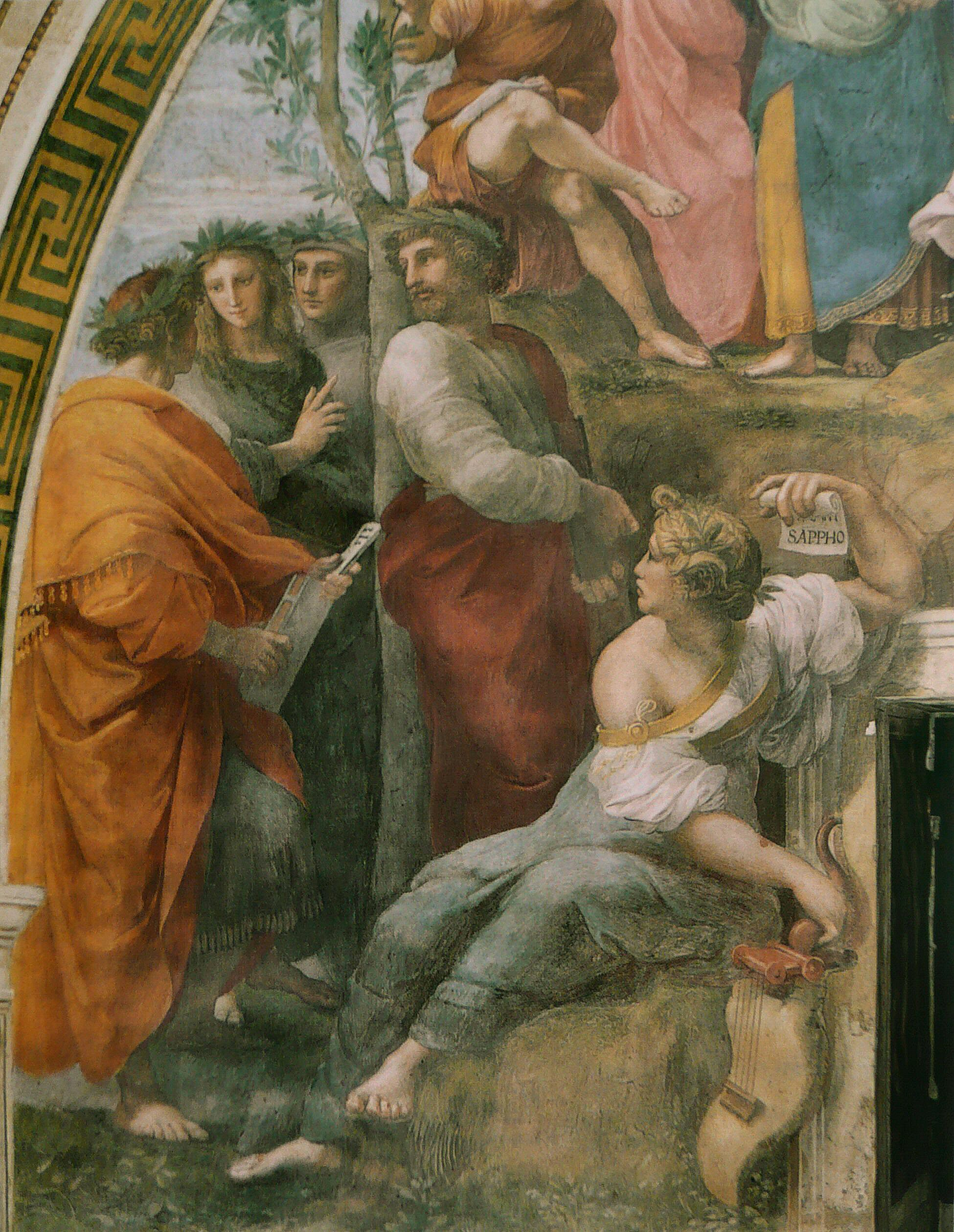
zleva Alkaios, Corinna, Petrarca, Anakreón a Sapfó
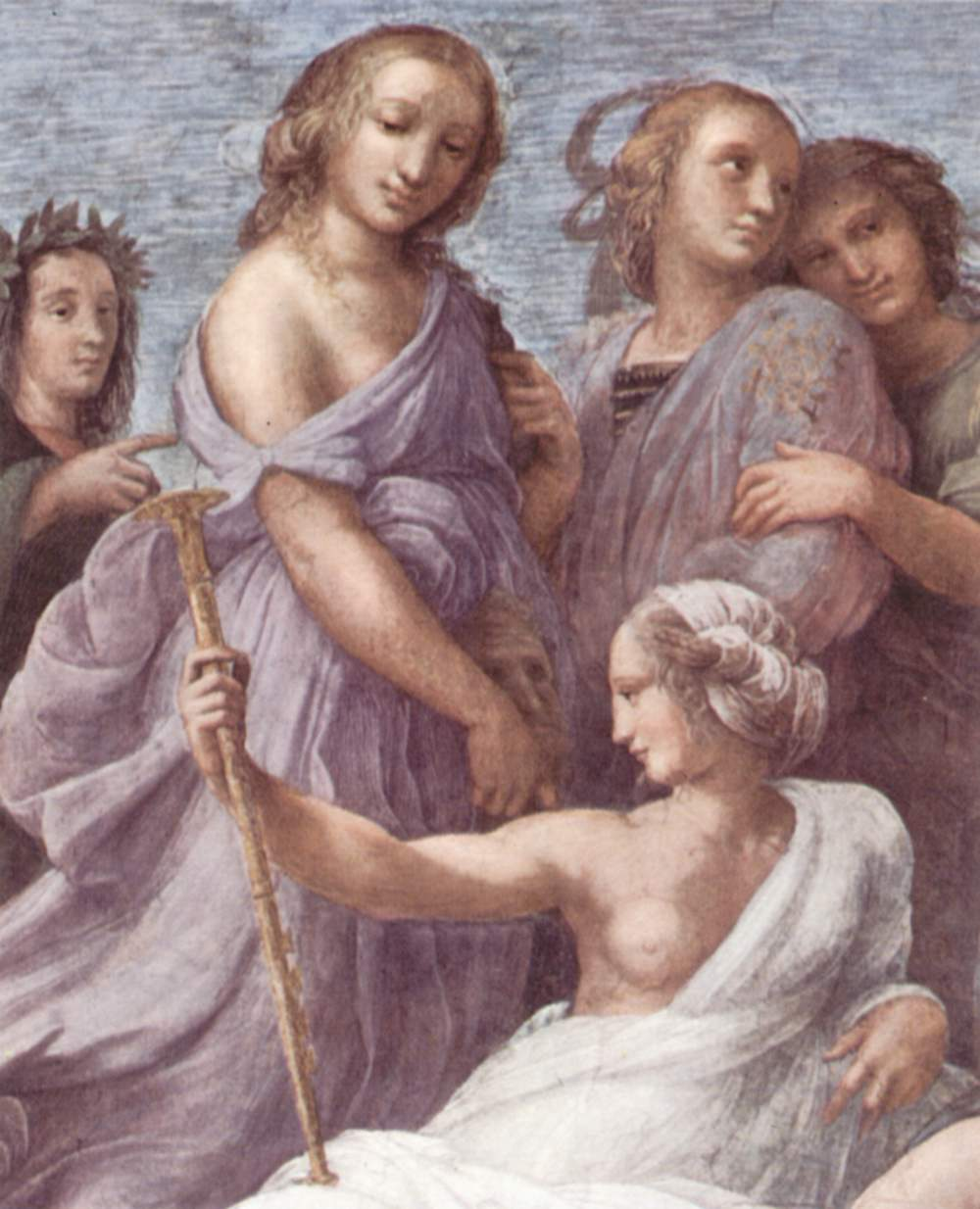
shora zleva Statius, Thálie, Kleió, Euterpé, sedící Kalliopé